# Trastorno de la personalidad por dependencia
El trastorno dependiente de la personalidad es un tipo de trastorno de la personalidad del Clúster C (desórdenes ansiosos o temerosos). Estos individuos tienen una necesidad general y excesiva de que se ocupen de ellos (comportamiento de sumisión o adhesión), además de un gran temor de separación.

## Características
Según criterios DSM-IV:
1. Tiene dificultades para tomar decisiones sin consejo y reafirmación por parte de los demás.
2. Necesidad de que otros asuman la responsabilidad en las áreas fundamentales de su vida.
3. Tiene dificultades para expresar desacuerdo debido al temor a la pérdida de apoyo o aprobación.
4. Tiene dificultades para iniciar proyectos o para hacer las cosas a su manera.
5. Va demasiado lejos llevado por su deseo de lograr protección y apoyo de los demás.
6. Se siente incómodo o desamparado cuando está solo debido a sus temores exagerados.
7. Cuando termina una relación importante, busca urgentemente otra relación.
8. Está preocupado por el miedo al abandono y que tenga que cuidar de sí mismo.

Según criterios DSM-5:
Necesidad dominante y excesiva de ser cuidado, lo que conlleva un patrón comportamental de sumisión, apego exagerado y miedo a la separación. Se inicia en las primeras etapas de la edad adulta y está presente en múltiples ambientes y situaciones. Se manifiesta por cinco (o más) de los siguientes criterios:
1. Dificultades en la toma de decisiones cotidianas de forma independiente, suele necesitar la orientación y afirmación de otras personas cercanas.
2. Necesidad de que otros asuman la responsabilidad en las áreas fundamentales de su vida.
3. Tiene dificultades para expresar desacuerdo debido al temor a la pérdida de apoyo o aprobación.
4. Tiene dificultades para iniciar proyectos o para hacer las cosas a su manera.
5. Va demasiado lejos llevado por su deseo de lograr protección y apoyo de los demás.
6. Se siente incómodo o desamparado cuando está solo debido a sus temores exagerados.
7. Cuando termina una relación importante, busca urgentemente otra relación.
8. Está preocupado por el miedo al abandono y que tenga que cuidar de sí mismo.

## Causas
No se llega a conocer con exactitud las causas del trastorno de la personalidad dependiente, sin embargo, existen varios condicionantes comunes en gran número de casos. Los trastornos por dependencia suelen desarrollarse durante la infancia, no obstante, es un trastorno que no se diagnostica hasta la edad adulta. Los dos factores más relevantes que desencadenan este trastorno son:
-       Factores genéticos y hereditarios: alrededor del 60% de los casos tienen una causa genética/hereditaria basada en antecedentes familiares. Sin embargo, no supone que sea un factor decisivo para que se desarrolle este tipo de trastornos.
-       Factores sociales y educativos: Este tipo de factores enfocan las causas del trastorno en el tipo de educación recibida en la infancia. Generalmente, las personas con este trastorno no han sido estimuladas en su desarrollo independiente a lo largo de infancia, causando en el menor la sensación de inseguridad en él mismo provocada por los familiares.

## Tratamiento
Nos encontramos con un tipo de tratamiento similar al del resto de trastornos de la personalidad:
· La psicoterapia psicodinámica.
· La terapia cognitivo-conductual.
Ambas se enfocan en examinar los posibles miedos del sujeto a la independencia, la soledad y las respectivas dificultades que suponen este tipo de situaciones. 

## Pruebas y exámenes
Las pruebas y exámenes que corresponden en un trastorno de personalidad dependiente consisten en una evaluación psicológica. El profesional que proporcione la atención médica valorará el tiempo durante el cual el paciente ha experimentado los síntomas y la gravedad de estos.

## Posibles complicaciones
Las posibles complicaciones que puede conllevar un trastorno de la personalidad dependiente pueden consistir en, consumo de sustancias, depresiones, aumento de la probabilidad de abuso físico, sexual o emocional y posibilidad de llevar a cabo pensamientos suicidas.